# Obyvatelstvo Indie
Indie je s více než 1,426 miliardami obyvatel nejlidnatější zemí světa, když v roce 2023 na tomto postu vystřídala Čínu. Očekává se, že se do roku 2030 stane první zemí, počet jejíchž obyvatel přesáhne 1,5 miliardy.
Složení obyvatelstva v Indii je pozoruhodně různorodé a oproti např. Evropě velmi odlišnou věkovou strukturu obyvatel, když téměř 47% obyvatel je mladších 25 let.

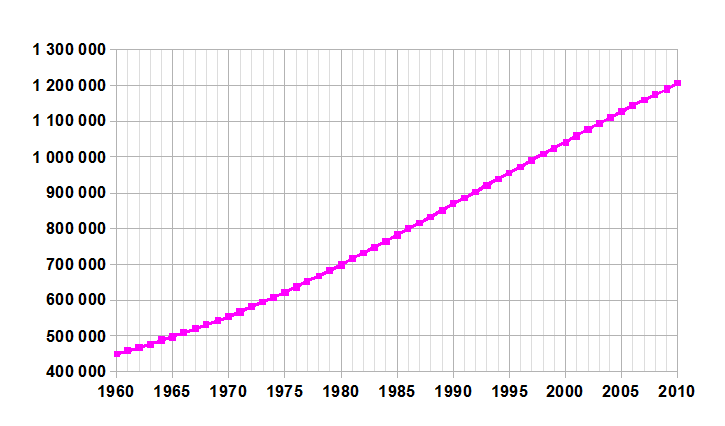
Demografický vývoj v Indii v letech 1961 - 2003

| Předpokládaný vývoj populace | Předpokládaný vývoj populace |
| Rok                          | Počet obyvatel               |
| ---------------------------- | ---------------------------- |
| 2020                         | 1 326 093 000                |
| 2030                         | 1 460 743 000                |
| 2040                         | 1 571 715 000                |
| 2050                         | 1 656 554 000                |

## Jazyky
V Indii je zastoupeno každé významnější náboženství a žije zde na 2000 různých etnických skupin. Jazyky používané v Indii patří především k následujícím čtyřem jazykovým rodinám:
- Indoevropské jazyky
- Austroasijské jazyky
- Drávidské jazyky
- Tibetobarmské jazyky

Nicméně mluví se zde i tak izolovaným jazykem, jako je např. Nihalština, kterou se mluví v částech Máháráštry. S indickou rozmanitostí v jazycích a kultuře se může srovnávat pouze africký kontinent jako celek. V Indii se hovoří celkem 1652 jazyky, z čehož je 350 považováno za jazyky hlavní a 22 jich je uznáváno jako oficiální. Nejrozšířenější řečí je hindština a běžná je i znalost angličtiny, která je v zemi jedním z oficiálních jazyků.

## Městská a venkovská populace
O Indii se říká, že se skládá ze samých vesnic. Přibližně 70% obyvatel žije a pracuje na venkově, nicméně v poslední době se tato struktura populace rychle mění. Zejména díky vysoké nezaměstnanosti a nedostačující infrastruktuře se mnoho lidí stěhuje z venkova do měst, kde hledají především práci a celkově lepší životní podmínky. Tento migrační tlak nesmírně zatěžuje ne vždy dokonalou infrastrukturu indických měst a výsledkem je rostoucí počet slumů. Podle výsledků sčítání lidu z roku 2001 žije ve slumech takřka 2 000 000 lidí.
| Rok                                               | Venkovské obyvatelstvo (v milionech) | Městské obyvatelstvo (v milionech) | Venkovské obyvatelstvo (%) | Městské obyvatelstvo (%) |
| ------------------------------------------------- | ------------------------------------ | ---------------------------------- | -------------------------- | ------------------------ |
| 1901                                              | 213                                  | 26                                 | 89,2                       | 10,8                     |
| 1911                                              | 226                                  | 26                                 | 89,7                       | 10,3                     |
| 1921                                              | 223                                  | 28                                 | 88,8                       | 11,2                     |
| 1931                                              | 246                                  | 33                                 | 88,0                       | 12,0                     |
| 1941                                              | 275                                  | 44                                 | 86,1                       | 13,9                     |
| 1951                                              | 299                                  | 62                                 | 82,7                       | 17,3                     |
| 1961                                              | 360                                  | 79                                 | 82,0                       | 18,0                     |
| 1971                                              | 439                                  | 109                                | 80,1                       | 19,9                     |
| 1981                                              | 524                                  | 159                                | 76,7                       | 23,3                     |
| 1991                                              | 629                                  | 218                                | 74,3                       | 25,7                     |
| 2001                                              | 742                                  | 285                                | 72,2                       | 27,8                     |
| 2011                                              | 833                                  | 377                                | 68,8                       | 31,2                     |
| Obyvatelstvo v městech a na venkově (1901 – 2011) |                                      |                                    |                            |                          |

## Gramotnost

Gramotnost v Indii

Gramotnost je obecně definována jako schopnost číst a psát v jakémkoli jazyce. Vzhledem k množství jazyků (a různých druhů písma) není tento údaj v Indii snadno definovatelný, nicméně podle sčítání lidu v roce 2011 dosáhla míra gramotnosti Indie 74,04%. Jedná se nicméně o průměr, který se může významně lišit v závislosti na regionu, náboženství a pohlaví. Například na úrovni států byla nejnižší v Biháru (63,8%) a naopak nejvyšší v Kérale (93,9%). Podobně gramotnost byla výrazně nadprůměrná u křesťanů a džinistů (nad 90%) a podprůměrná u muslimů (60%). Podobně je míra gramotnosti vyšší ve městech než na venkově, stejně tak je větší procento negramotných žen než mužů.
| Vývoj gramotnosti v Indii v letech 1901 - 2011 | Vývoj gramotnosti v Indii v letech 1901 - 2011 | Vývoj gramotnosti v Indii v letech 1901 - 2011 | Vývoj gramotnosti v Indii v letech 1901 - 2011 |
| Rok                                            | Celkem                                         | Muži                                           | Ženy                                           |
| ---------------------------------------------- | ---------------------------------------------- | ---------------------------------------------- | ---------------------------------------------- |
| 1901                                           | 5,53                                           | 9,83                                           | 0,69                                           |
| 1911                                           | 5,92                                           | 10,56                                          | 1,05                                           |
| 1921                                           | 7,16                                           | 12,21                                          | 1,81                                           |
| 1931                                           | 9,5                                            | 15,59                                          | 2,93                                           |
| 1941                                           | —                                              | —                                              | —                                              |
| 1951                                           | 18,33                                          | 27,16                                          | 8,86                                           |
| 1961                                           | 28,3                                           | 40,4                                           | 15,35                                          |
| 1971                                           | 34,45                                          | 45,96                                          | 21,98                                          |
| 1981                                           | 42,57                                          | 56,38                                          | 29,76                                          |
| 1991                                           | 52,21                                          | 64,13                                          | 39,29                                          |
| 2001                                           | 65,38                                          | 75,85                                          | 54,16                                          |
| 2011                                           | 74,04                                          | 82,14                                          | 65,46                                          |